# Вакуумно-люмінесцентний індикатор

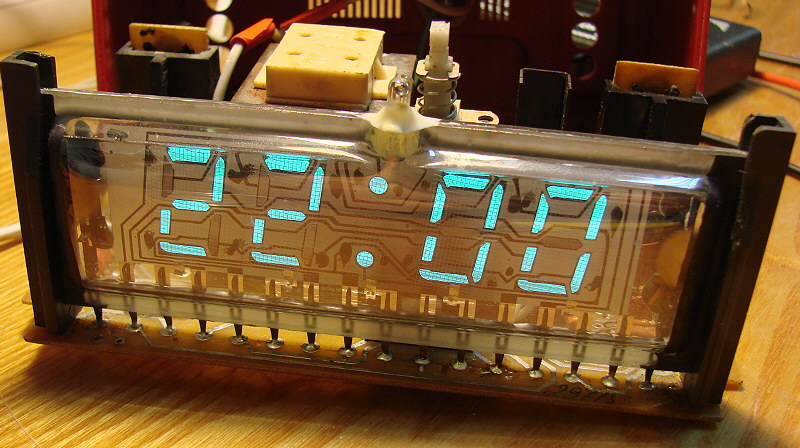
Вакуумно-люмінесцентний індикатор

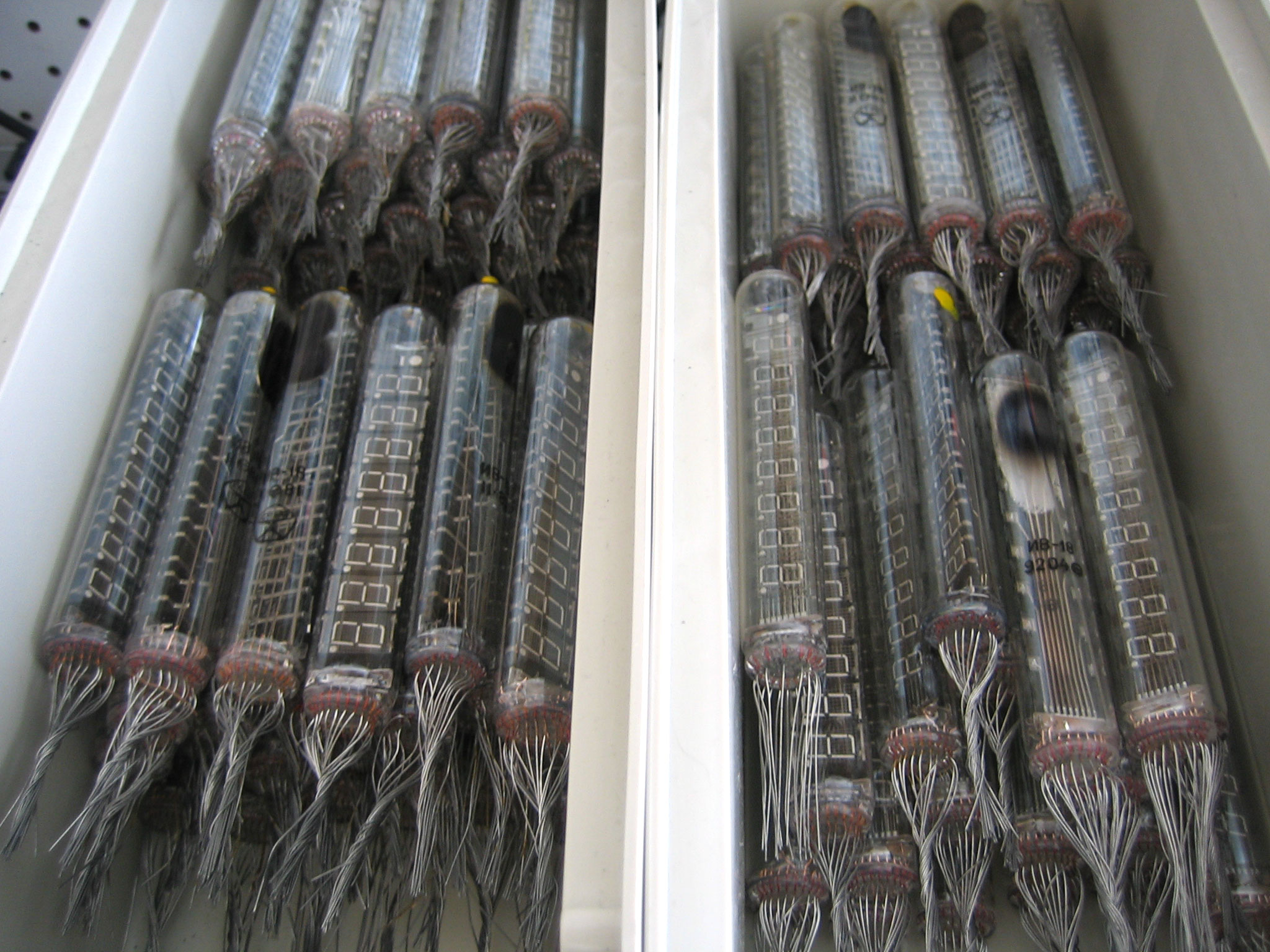
Вакуумно-люмінесцентний індикатор ИВ-18

Ва́куумно-люмінесце́нтний індика́тор або катодолюмінесцентний індикатор - прилад відображення інформації, дія якого заснована на люмінесценції, світінні збудженої речовини при бомбардуванні його електронами. Інформація в К. і. відтворюється у вигляді цифр або умовних символів, утворених окремими сегментами певної форми. Конструктивно К. і. складається з вакуумного балона, в якому паралельно фронтальному склу розташовані розподілений прямонакальний катод (джерело електронів), сітка і система сегментних електродів, покритих низьковольтним катодолюмінофором з порогом збудження близько 10 В. Порушення світіння відповідних сегментів здійснюється подачею на них керуючої напруги, що перевищує поріг світіння. Колір світіння визначається складом люмінофора.
Для К. і. характерні досить мала глибина, висока яскравість (до 700 кд / м), відносно невисокі робочі напруги (20-100 В) і споживана потужність (50-100 мВт на 1 см світної площі). К. і. застосовуються як цифрові індикатори в електронних годинниках і мікрокалькуляторах, на пультах різноманітних пристроїв управління тощо. На основі К. і. створені також матричні екрани з числом елементів до 512X512 і яскравістю до 200 кд/м.